# Uwe Schrader (Regisseur)

Uwe Schrader mit Sidney Lumet nach der Premiere von „Kanakerbraut“ auf dem Internationalen Filmfestival Haifa 1984

Uwe Schrader (* 28. April 1954 in Groß Bülten) ist ein deutscher Filmregisseur, Filmproduzent und Drehbuchautor. Außerdem war er Professor für künstlerischen Film an der Stiftung Universität Hildesheim. Er lebt in Berlin-Charlottenburg.

## Leben und Werk
Uwe Schrader zählt zu den, wie es Andreas Kilb in der ZEIT ausdrückt „radikalsten und ehrlichsten Filmemachern Deutschlands“ und Wim Wenders ordnet ihn in die Tradition von Rainer Werner Fassbinder ein, wenn er nicht zögert, ihn „als einen der wenigen, wenn nicht als den einzigen zu nennen, der eine künstlerische Kontinuität des Deutschen Kinos der 70er Jahre in die 90er Jahre hinübergetragen hat“. Schraders Filme sind bekannt für ihren rückhaltlosen Blick auf eine ungeschönte Realität. Dabei ist „seine Annäherung physisch-direkt, rau, bisweilen abweisend und frei von Melancholie“, wie Peter Körte in der Frankfurter Rundschau schreibt.
Schrader studiert in Hamburg Visuelle Kommunikation, bevor er zum Filmstudium an die Deutsche Film- und Fernsehakademie Berlin (DFFB) geht. Bei seinem ersten Film Arbeit für die letzte Ruhe handelt es sich um eine Dokumentation, die kommentarlos die Arbeit mit dem Tod im Bestattungsunternehmen und Krematorium beschreibt. Es folgt mit Zwei die Thematisierung von Sexualität im Alter. Bevor er 1986 Sierra Leone dreht, realisiert er einen weiteren Dokumentarfilm, der sich ebenfalls um ein tabubehaftetes Thema dreht und den dokumentarischen Kreis von Tod, Sexualität und Gewalt schließt. Für Kein Mord, kein Totschlag begleitete Schrader Berliner Polizisten auf Streife.
Während seines Studiums in Berlin, das er 1980 abschließt, ist Schrader bereits bei zahlreichen Film- und Fernsehproduktionen sowie im Werbebereich als Assistent, Produktionsleiter und Synchronregisseur tätig.  Nennenswerte Tätigkeiten dieser Zeit sind sein Einsatz als Assistent und zweiter Kameramann bei Klaus Michael Grübers Winterreise im Olympiastadion oder später die Regieassistenz bei Peter Fleischmann für Frevel (1981/82). Seine Tätigkeit als Kameramann bei Dokumentarfilmen führt ihn unter anderem nach Afrika und Südamerika.
Schon früh macht Schrader mit seinem unverkennbaren Stil auf sich aufmerksam. Sein Kurzfilm Phantom wird bereits 1979 mit dem Silbernen Bären der Internationalen Filmfestspiele Berlin geehrt. Sein Hauptwerk besteht in seiner 1983–1992 entstandenen Spielfilm-Trilogie, die weiter dem dokumentarischen Ton seines Frühwerks verhaftet bleibt, wenn sie die abgründige Welt der Protagonisten offenlegt. Mit Kanakerbraut, aus 20.000 DM Restgeldern seines Studiums finanziert, gelingt ihm mit der Nominierung zur Caméra d’Or bei den Filmfestspielen von Cannes der internationale Durchbruch, außerdem erhält Schrader für seine Regieleistung den Deutschen Filmpreis. Sierra Leone, der zweite Teil der Trilogie, wieder an Originaldrehorten realisiert, wird 1987 auf den Filmfestspielen in Venedig uraufgeführt. In Mau Mau wird der Zuschauer in das Leben des Rotlichtmilieus geführt.
Neben seiner Arbeit als Filmemacher, war Schrader als Mitglied in diversen Gremien vertreten, beispielsweise bei der Filmförderung des NDR, der Filmbewertungsstelle Wiesbaden (FBW) oder beim Auswahlausschuss für Projektfilmförderung des BKM.
Seine Lehrtätigkeit begann 1988/89 mit Lehraufträgen an der Hochschule für Fernsehen und Film in München (HFF), führte über Regie-Workshops an den Goethe-Instituten in Rom, Mailand und Palermo, bevor er 1994 Dozent an der DFFB wurde. Im selben Jahr wurde er zur Professur für die Filmklasse am Fachbereich Bildende Kunst an der Fachhochschule Hannover berufen. Von 2003 bis 2018 lehrte er als Professor für künstlerischen Film an der Stiftung Universität Hildesheim.

## Filmographie
- 1977: Arbeit für die letzte Ruhe
- 1978: Zwei
- 1978: Kopfjäger
- 1978: Phantom
- 1980: Black Box
- 1981: Ein Fall für Otto Spalt
- 1982: Die Einunddreißiglinge
- 1983: Kanakerbraut
- 1985: Kein Mord, kein Totschlag
- 1987: Sierra Leone
- 1992: Mau Mau

## Auszeichnungen und Ehrungen
- 1979 Internationale Filmfestspiele Berlin: Silberner Bär (Kurzfilm) für Phantom
- 1984 Internationale Filmfestspiele von Cannes: Deutscher Wettbewerbsbeitrag Kanakerbraut
- 1984 Internationale Filmfestspiele von Cannes: Nominierung zur Caméra d’Or für Kanakerbraut
- 1984 Internationale Filmfestspiele von Cannes: Prix Georges Sadoul für Kanakerbraut
- 1984 Deutscher Filmpreis: Filmband in Gold (Regie) für Kanakerbraut
- 1987 Internationale Filmfestspiele von Venedig: Deutscher Wettbewerbsbeitrag Sierra Leone
- 1988 Deutscher Filmpreis: Nominierungsprämie für Sierra Leone
- 1988 Bayerischer Filmpreis: Nachwuchsförderpreis für Sierra Leone
- 1992 Internationales Filmfestival Locarno: Deutscher Wettbewerbsbeitrag Mau Mau